# Jeholodens
Jeholodens – wymarły rodzaj niewielkiego, prymitywnego ssaka z rodziny Jeholodentidae w obrębie rzędu trykonodontów (Triconodonta). Żył we wczesnej kredzie na terenach współczesnej Azji.

## Budowa
Jeholodens osiągał niewielkie rozmiary – długość od czubka pyska do kloaki wynosi około 5 cm. Czaszka była w przybliżeniu trójkątna, o szerokiej tylnej części i wąskim pysku. Ogon stosunkowo dość długi. Kończyny przednie i obręcz barkowa cechują się zaawansowaną budową, podczas gdy kończyny tylne i obręcz miedniczna są prymitywnie zbudowane. Wzór zębowy wynosi {\displaystyle {\tfrac {4123}{4124}}}.

## Klasyfikacja
Jeholodens wykazuje kombinację cech zaawansowanych upodabniających go do ssaków żyworodnych i cech prymitywnych, występujących również u bardziej bazalnych ssaków. Ji i in. sugerowali, że jest on przedstawicielem trykonodontów, które według nich nie są szczególnie blisko spokrewnione z którąkolwiek grupą współczesnych ssaków. W 2007 roku opisany został rodzaj Yanoconodon, który według przeprowadzonej według Luo i współpracowników analizy filogenetycznej jest taksonem siostrzanym dla Jeholodens. Kladowi obejmującemu te dwa rodzaje nadano nazwę Jeholodentidae. Podobnie jak Ji i wsp., uznali grupę tę za trykonodonty, jednak według ich analizy Triconodonta są bliżej spokrewnione ze ssakami żyworodnymi niż z jajorodnymi.

## Paleobiologia
Uzębienie Jeholodens jenkinsi sugeruje, że ssak ten żywił się owadami. Ji i in. zrekonstruowali go jako palcochodne zwierzę o kończynach rozstawionych na boki i stosunkowo mobilnej obręczy barkowej. Budowa kończyn wskazuje, że prawdopodobnie Jeholodens kopał nory w ziemi.

## Historia odkryć
Holotyp (GMV 2139a) Jeholodens obejmuje część czaszki i kompletny szkielet pozaczaszkowy. Został odkryty w osadach formacji Yixian w chińskiej prowincji Liaoning przez zespół złożony z amerykańskich i chińskich naukowców. Opisali go Zhe-Xi Luo z Carnegie Museum of Natural History oraz Ji Qiang i Ji Shu’an z Chińskiego Narodowego Muzeum Geologicznego. Nazwa gatunkowa gatunku typowego, Jeholodens jenkinsi, pochodzi od Jehol – starożytnego określenia zachodniego Liaoning oraz fauny grupy Jehol, do której należał m.in. Jeholodens – łacińskiego słowa odens („ząb”) i nazwiska Farisha A. Jenkinsa juniora, amerykańskiego badacza osteologii ssaków.